# Bigbít (soundtrack)
Bigbít je soundtrack ke stejnojmenné knize, kterou napsal hudební publicista Vojtěch Lindaur. Na soundtracku se objevují české a slovenské rockové skupiny, o kterých je řeč v knize. Obsahuje také vzácné nahrávky skupiny Primitives Group.

## Seznam skladeb

### CD1
1. Znělka Radia Luxembourg
2. Stíny – Bad Boy
3. Hells Devils – Rozhovor konferenciéra s Evženem Fialou
4. Hells Devils – Dance On
5. Hells Devils – Livin' Lovin' Doll
6. Hells Devils – Move It
7. VOJ – My Babe
8. VOJ – She Loves You
9. Rozhovor Jan Antonín Pacák, Miloslav Šimek, Jiří Grossmann, Číča
10. Rockton – Dám hlavu na špalek, zpěv Jaromír Rybníček, text Jiří Kuryl, kytara Stanislav Janda
11. Jiří Malásek – Exodus (Znělka Houpačky)
12. George & Beatovens – Já budu chodit po špičkách
13. Donald – Route 66
14. Donald – Twist and Shout
15. Synkopy 61 – Bits and Pieces
16. Petr Ulrych & Rocky Eagles – Pity Miss Kitty
17. Rocky Eagles – Little Red Rooster
18. Jaromír Löffler & Flamingo – Ikony
19. Viktor Sodoma & Flamingo – Běh s ďáblem
20. The Primitives Group – Úvod k představení Fish Feast (Oscar Gottlieb)
21. The Primitives Group – Soul Kitchen
22. The Primitives Group – Anything
23. Progress Organization – Snow in My Shoes
24. Yatchmen – Zahájení koncertu a představení kapely Yatchmen
25. Yatchmen – On the Road Again
26. Yatchmen – Red House
27. Perpetuum Mobile – Mesmerisation Eclipse
28. Víčka – Vlak tajných přání

### CD2
1. The Plastic People of the Universe – Úvodní konference J. Hrůza + úvodní slovo I. M. Jirous
2. The Plastic People of the Universe – All Tomorrow's Parties
3. Adepts – Boogie
4. Adepts – Red House + výzvy k opuštění sálu
5. The Hever & Vaselina Band – Tesilová verbež
6. C&K Vocal – Zpráva o kamarádství některých mých známých
7. Čundrgrunt – 0-0
8. Ventyl Brothers – Tragická dovolená Emana Ventyla
9. Yo Yo Band – Shaky Flat Blues
10. Ventyl Brothers – Hanspaul City
11. Extempore – Příjezd hostů
12. Mezzanin – Vejdeš se mi
13. Dr. Prostěradlo Band + Bílé světlo + Dom – Víra – xx – Divnej kluk
14. Duševní hrob – Za málo peněz
15. Expanze – Lucky Dan